# 喜钙轴果蕨
喜钙轴果蕨（学名：Rhachidosorus consimilis）为蹄盖蕨科轴果蕨属下的一个种。

## 扩展阅读
- 維基物種上的相關：喜钙轴果蕨